# 안산초등학교
안산초등학교는 대한민국 경기도 안산시 상록구 수암동에 있는 공립 초등학교이다. 경기도 서남부 지역에서 가장 오래 된 근대식 교육 기관의 역사를 갖고 있다.

## 학교 연혁
- 1899년 9월 15일 안산군 공립소학교 설립(안산향교)
- 1912년 4월 1일 안산공립보통학교(4년제) 개교설립인가 3월 15일(안산읍성 내 안산객사 터)
- 1916년 9월 15일 안산군청으로 교사 이전
- 1924년 11월 1일 현재 위치의 교사로 이전
- 1937년 4월 1일 6년제 개편
- 1938년 4월 1일 안산공립심상소학교로 개칭
- 1941년 4월 1일 안산공립국민학교로 개칭
- 1963년 6월 10일 어린이도서실 개관
- 1981년 3월 9일 병설유치원 개원
- 1996년 3월 1일 안산초등학교로 교명 변경
- 2000년 10월 18일 도서실 개관
- 2014년 2월 14일 강당 리모델링
- 2015년 5월 28일 학교 내 텃논 조성(23.84m2) 및 모내기
- 2019년 9월 1일제23대 박완식 교장 취임
- 2020년 1월 31일제106회 졸업(남45명, 여36명/총 81명 누계9,095명 졸업)

## 역사
안산초등학교는 대한제국 말기인 1899년 9월 안산군 공립소학교로 개교한 뒤 1906년 공립안산보통학교로 개명됐다. 대한제국 말기 전국적으로 50여개 근대 교육시설로 세워졌는데 그중 하나로써, 이 학교는 현재의 안산시·시흥시·광명시·군포시·의왕시·과천시·안양시 등이 포함된 경기도 서남부지역의 공립 소학교로써 가장 먼저 생긴 근대식 교육기관이다.
1899년 안산군수 남계술 통해서 군립(郡立) 안산소학교를 설립하여 운영하였고, 1908년 4월에는 안산군내 유지들이 2백여원의 성금을 모아 신축교사를 낙성하였다. 그럼에도 교실이 부족하여 1911년에는 안산향교를 임시로 빌려 교사로 사용했다.
1910년 경술국치(한일병합조약)로 인해 일본제국은 전국의 보통학교를 조선총독부 관제로 개편 됨에 따라 안산군보통학교에도 1912년 일본인 교장이 부임하며 다시 개교했다.
광복 후에는 지역의 초등 교육기관의 역할을 이어 갔으며, 한국전쟁 때 학교 건물의 소실로 인해 안산 향교 건물을 교사와 창고로 다시 임시로 사용한 적이 있다.
2011년에는 경기도 교육청 혁신학교로 지정되었다.

### 개교일 및 연도 관련 논란 및 정정
대한제국이 1899년 9월 전국적으로 50여개 근대식 교육 기관을 설립되었다. 그러나 본교의 공식적인 개교년도일을 경술국치(한일병합조약) 이후 일본인 교장을 부임해서 재개교 되었던 1912년 4월 1일을 학교에서는 2015년까지 공식개교일로 표기 했었으며, 출신졸업생들은 그리 생각했다. 특히 2012년 시기는 일제시대 재편된 1912년을 기준으로 기념하는 개교100주년 기념탑이 세워지자 지역 시민과 지역 언론들의 비판을 받기도 했었다.

1899년 9월에 설립된 안산군공립소학교에 대한 자료는 다수 존재하고 있는데, 1899년~1910년 대한제국 관보 20여 편에는 당시의 교원 임면 기록이 남아 있다. 예로 김광식 교원 임명' 공고가 실린 광무 3년(1899년) 11월 8일자 관보가 있다. 1908년 4월 30일자 황성신문 '공립안산군보통학교 낙성식 민간인 모금내역'이 기록되었으며, 1911년 1월 4일자 매일신보에도 학교 관련 기사가 실렸다. 현재 학교 교표에 SNECE 1899 표기하고 학생들에게 학교가 1899년에 생겼음을 알리고 있으며, 2016년 이후 공식 개교일과 연도를 1899년 9월 15일 정정하게 되었다. 참고로 15일 개교일은 정확한 사료기록이 없으나 부임 교사의 날짜 기록을 추적 함으로 15일로 정했다.

## 학교 상징
- 교화 - 개나리 : 끈기, 강한 생명력, 근면성, 희망을 나타냄.
- 교목 - 향나무 : 절개, 기상, 희망을 나타냄.

## 참고 자료
- 안산초등학교 - 한국교육학술정보원 학교알리미